# 1029
1029 је била проста година.

## Догађаји
- Википедија:Непознат датум — Владавина арапске династије Абадида у Севиљи у данашњој Шпанији (од 1023. до 1091).

- Март/април: Газневидски султан Махмуд брутално пљачка град Рај након што је примио захтев за помоћ од његовог бујидског владара Маџ ел-Давле за помоћ против његових побуњених трупа. Побио је велики број локалног становништва и спалио многе књиге које је сматрао јеретичким.
- Принц Пандулф IV од Капуе постаје де факто владар јужне Италије – држећи Капуу и Напуљ – уз подршку својих моћних савезника Амалфија, Салерна и Беневента. Само је војводство Гаета остало ван његовог домашаја.
- Рајнулфу Дренготу, вођи плаћеничке групе норманских витезова, прилази војвода Јован V од Гаете и убеђује га да промени страну. Уз норманску помоћ, војвода Сергије IV осваја Напуљ од капуанске окупације.
- Војвода Бретислав I (боемски Ахил) од Бохемије из династије Пшемисловића поново осваја Велику Моравску од Пољске.